# The Big Fisherman
The Big Fisherman (pol. Wielki Rybak) – amerykański dramat historyczny z 1959 w reżyserii Franka Borzage, na motywach powieści Lloyda C. Douglasa Wielki Rybak, opublikowanej w 1948.
Film był nominowany do potrójnego Oscara w 1960: za zdjęcia, za scenografię oraz za kostiumy.

## Fabuła
Szymon, prosty rybak z Galilei przeżywa duchową transformację, z wiary dziecka przechodzi do wiary wielkiego ewangelizatora, naśladowcy Mistrza z Nazaretu. Także Fara, nieślubna córka Heroda Antypasa, spotykając Jana Chrzciciela, poznała również Jezusa, który odmienił jej życie, od zemsty do miłosierdzia.

## Obsada
- Howard Keel jako Szymon Piotr
- Susan Kohner jako księżniczka Fara
- John Saxon jako książę Voldi
- Martha Hyer jako Herodiada
- Herbert Lom jako Herod Antypas
- Ray Stricklyn jako Deran
- Marian Seldes jako Arnon
- Alexander Scourby jako David Ben Sadok
- Beulah Bondi jako Hannah
- Jay Barney jako Jan Chrzciciel
- Rhodes Reason jako Andrzej Apostoł
- Brian G. Hutton jako Jan Apostoł
- Tom Troupe jako Jakub Apostoł
- Stuart Randall jako Aretas IV